# PAAMS
PAAMS는 영국, 프랑스, 이탈리아가 공동 개발한 이지스 전투 시스템이다. 영국은 시 바이퍼라고 부른다.

## 구성
- AESA 레이다
- 윈도우 2000 기반 컴퓨터
- 아스터 미사일